# Man'ar (huyện)
Huyện Man'ar là một huyện thuộc tỉnh Al Mahrah, Yemen. Đến thời điểm năm 2003, huyện này có dân số 5388 người